# Ареола (анатомия)

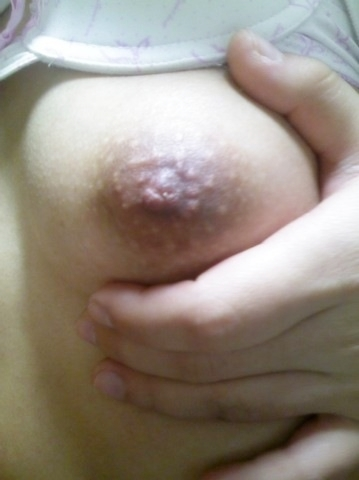
Ареола женского соска

Арео́ла (лат. areola — площадка; area — открытое место) — пигментированная область вокруг соска.

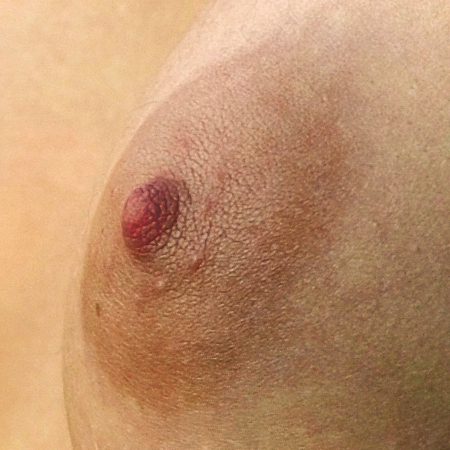
Женская ареола

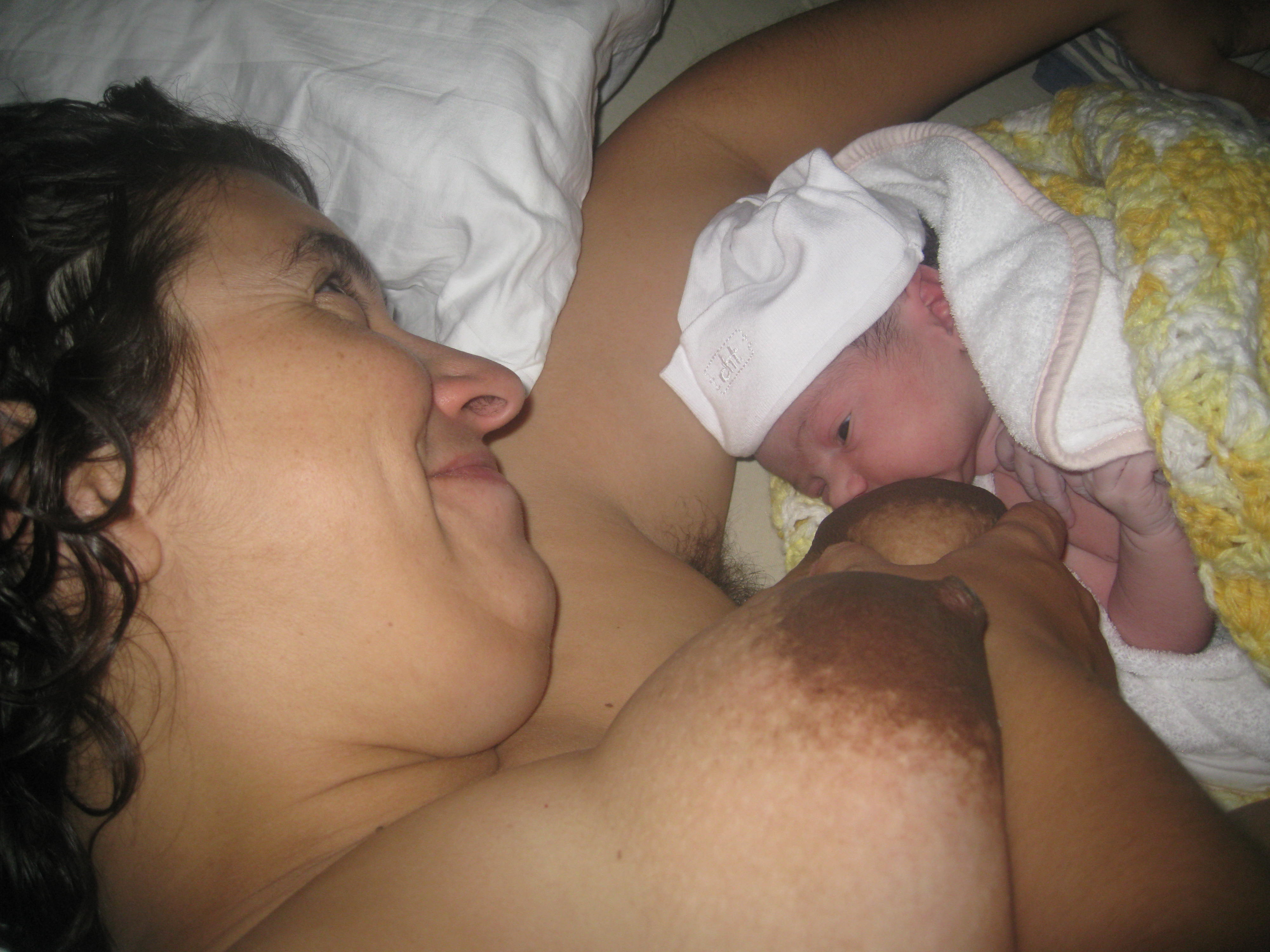
Увеличенные в диаметре и гиперпигментированные ареолы кормящей женщины

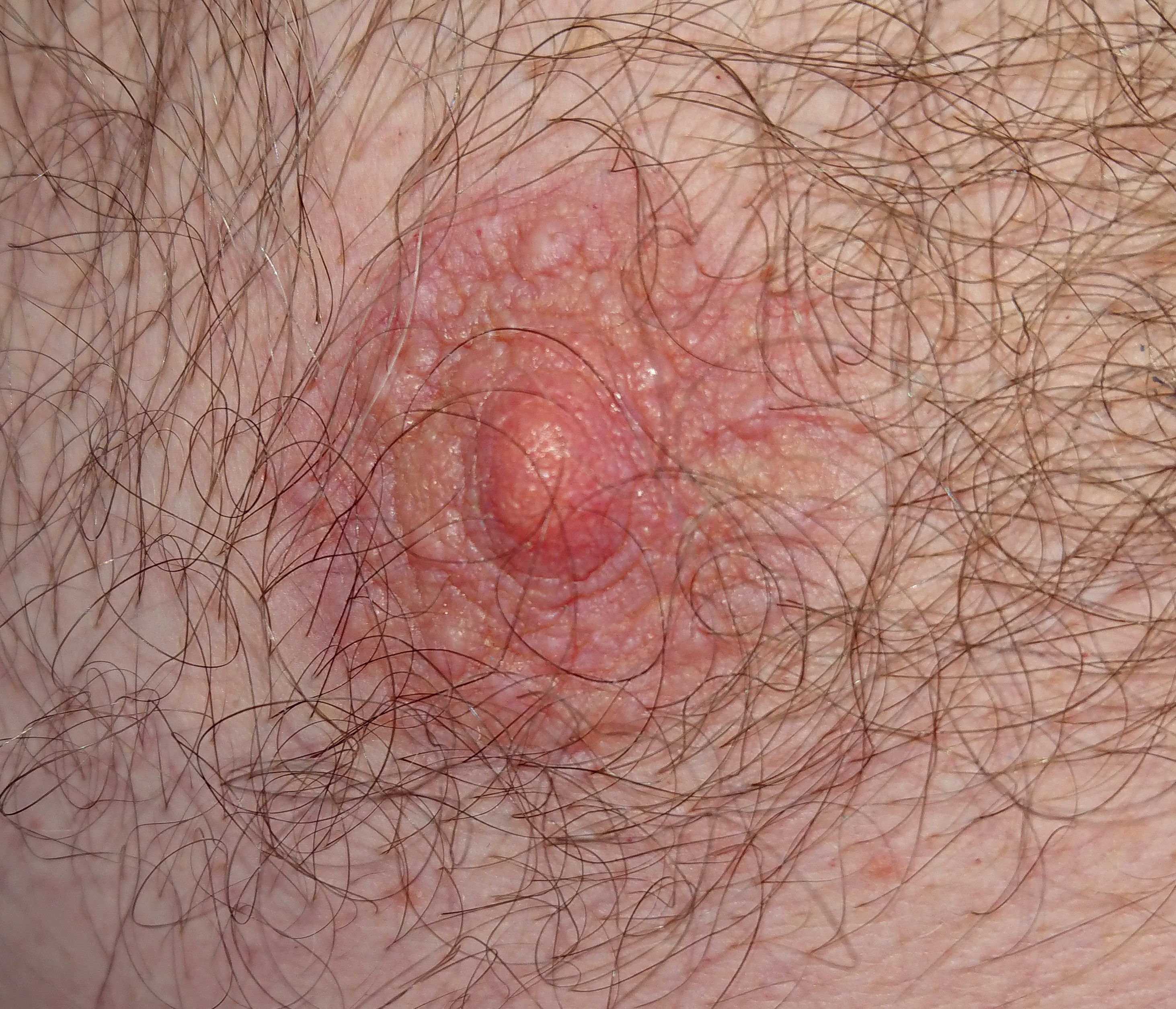
Мужская ареола

Ареола примерно очерчивает область соска молочной железы. Цвет пигмента отличается у людей в диапазоне от светло-розового до тёмно-коричневого, в зависимости от количества двух соединений меланина: эумеланин (коричневый пигмент) и феомеланин (красный пигмент).
Размер ареолы может меняться из-за гормональных изменений, вызванных менструацией, некоторых лекарственных препаратов и старения. Обычно во время беременности ареола темнее. После родов их первоначальный размер может быть восстановлен частично или полностью, однако это индивидуально для каждой женщины.
Размер и форма ареолы также широко варьируются. Ареолы у женщин, как правило, больше, чем у мужчин и девочек до наступления половой зрелости. Ареола у большинства мужчин имеет диаметр около 25 миллиметров, а у женщин около 30 миллиметров. У некоторых женщин ареола может достигать десяти сантиметров. У женщин с относительно большой грудью и у женщин во время грудного вскармливания размер ареолы может превышать 10 см.
Небольшие бугорки на ареоле называются железами Монтгомери.
Форма ареолы, как правило, круглая, но значительно реже у некоторых мужчин и женщин может иметь форму эллипса.

## Некоторые патологии
- Субареолярный абсцесс и болезнь Зуски[англ.]